# Konståret 2005

## Händelser

### November
- 5 november – Pablo Picassos Guitare et partition sur guérdion säljs för motsvarande 4,5 miljoner SEK på Stockholms Auktionsverk. Utropspriset var 1,8 miljoner SEK.[1]

### December
- 26 december – En staty över regissören Woody Allen reses i Oviedo i Spanien.[1]

### Okänt datum
- Sara Arrhenius blir chef för Bonniers konsthall i Stockholm.
- Prins Eugen-medaljen tilldelas Olle Ohlsson, silversmed, Åke Pallarp, målare, Gert Wingårdh, arkitekt, A.K. Dolven, norsk konstnär, och Olafur Eliasson, dansk skulptör.
- Simon Starling tilldelades Turnerpriset.
- Gruppen Upplandsmystikerna bildades.
- Livekonstkollektivet MELO bildades i Stockholm.

## Verk

### Byggnadsverk
- Gröna citadellet i Magdeburg färdigställs av bland andra Peter Pelikan efter postuma ritningar av Friedensreich Hundertwasser.

## Utställningar
- More ! than This – Negotiating realities, den tredje Göteborgs Internationella Konstbiennal.

## Födda
- 16 juni – Freddie Linsky, brittisk målare.

## Avlidna
- 17 februari – Rolf Lidberg, 74, svensk konstnär och författare ("troll-konstnär").
- 21 februari – Zdzisław Beksiński, 75, polsk konstnär.
- 27 februari – Jörgen Fogelquist, 77, svensk konstnär.
- 22 april – Sir Eduardo Paolozzi, 81, brittisk popkonstnär.
- 23 maj – Björn Rönnquist, 56, svensk konstnär och glaskonstnär.
- 4 augusti – Nils G. Stenqvist, 71, svensk grafiker, målare och skulptör.
- 13 september – Lars Andersson, 94, svensk skulptör.
- 8 oktober – Lennart Lannfjäll, 71, svensk TV-producent och konstnär.

### Fotnoter
1. 1 2   När Var Hur 2007. DN